# Азад Пероз
Азад Пероз у арапским изворима познат као Азад Фируз, био је сасанидски племић који је служио каао сасанидски гувернер у Бахреину за време владавине Хозроја II (590-628). Арапи су му дали надимак "Мукабир" (сакатити) , јер је сека руке и стопала другим људима. Био је син човека по имену Гушнасп.
Према предању, караван са поклонима које је послао сасанидски гувернер Вахриз цару Хозроју II, напало је племе Бану Јарбу. Хозроје II је затим наредио гувернеру Бахреина Азад Перозу да казни племе. Да би то учинио, Азад Пероз је позвао  племе Бану Јарбу у замак Мошакар у Хаџару, где је убио све осим дечака, који су послани у заточеништво у Естакру. 
Током експанзије ислама, Азад Пероз је прешао у ту религију и касније умро током владавине калифа Умара.